# Margot Fonteyn
Dame Margaret Evelyn Hookham, conosciuta con lo pseudonimo di Margot Fonteyn (Reigate, 18 maggio 1919 – Panama, 21 febbraio 1991), è stata una ballerina britannica, prima ballerina con il Royal Ballet. È considerata la più grande di tutti i tempi, ed è stata nominata prima ballerina assoluta dal Royal Ballet.

## Gli inizi
Fonteyn nacque con il nome di Margaret Evelyn ("Peggy") Hookham da padre inglese e madre irlandese. La madre era figlia illegittima dell'uomo d'affari brasiliano Antonio Fontes. I primi anni li trascorse in Cina, dove la famiglia si trasferì per seguire il lavoro del padre. All'inizio della sua carriera, Margaret trasformò il cognome Fontes in Fonteyn (lo stesso fece suo fratello) e il nome Margaret in Margot, da qui il nome d'arte.
Studiò a Londra con l'insegnante russa Serafina Astaf'eva. A 14 anni superò un'audizione per il Vic-Wells Ballet (in seguito Sadler's Wells Ballet e poi Royal Ballet).
Nel 1935 si ritirò dalle scene Alicia Markova, che era al tempo prima ballerina del Royal Ballet, e Fonteyn diventò, di lì a poco, la star della compagnia e la musa ispiratrice di tanti balletti del coreografo Sir Frederick Ashton: Ondine, Daphnis and Chloe, e Sylvia. È rimasta nella storia la sua interpretazione, a 26 anni, di Aurora ne La bella addormentata di Čajkovskij.

## Rudol'f Nureev e gli altri partner

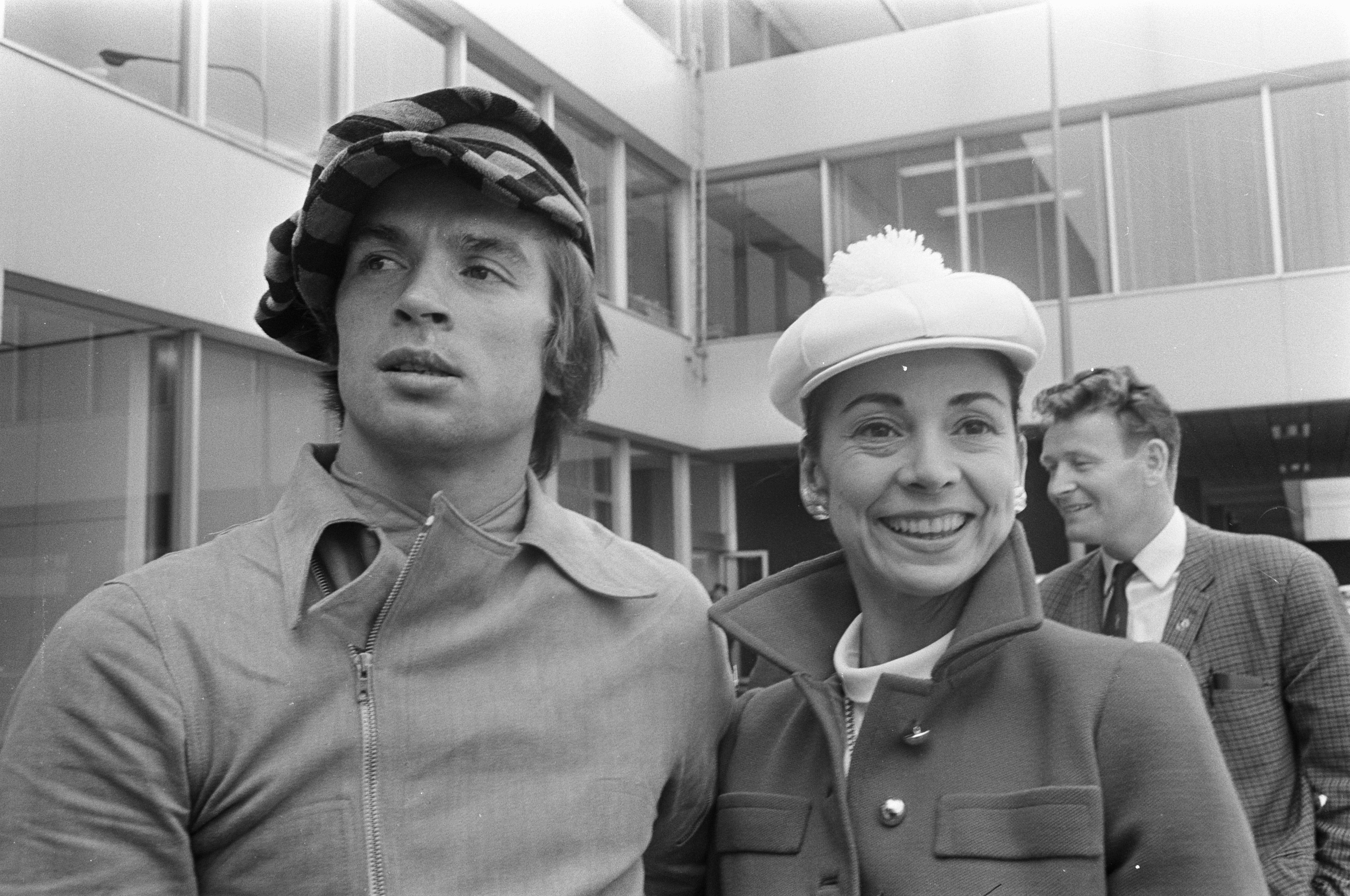
Margot Fonteyn con Rudolf Nurejev 1968

Negli anni quaranta, Margot e il ballerino australiano Robert Helpmann formarono una coppia artistica molto acclamata. Insieme andarono in tournée per molti anni. Negli anni cinquanta, danzò con Michael Somes, ballerino inglese del Royal Ballet e co-direttore della compagnia.
Ma la vera coppia artistica emerse negli anni in cui molti (compresa la direttrice del Royal Ballet, Dame Ninette de Valois) pensavano che Margot stesse per ritirarsi. Nel 1961, il ballerino sovietico Rudol'f Nureev, in tournée per la prima volta in Europa con il Balletto Kirov, chiese asilo politico alla Francia e abbandonò l'Unione Sovietica.
Il 21 febbraio 1963, Nureev e Margot Fonteyn apparvero sul palco, per la prima volta insieme, in una rappresentazione di Giselle a Londra. Fu un grande successo. Durante le chiamate alla ribalta, Nureev si inginocchiò davanti alla Fonteyn e le baciò la mano, cementando un'unione che durò una vita, sia sul palco sia fuori. Nonostante la differenza di storia personale, temperamento ed età (quasi venti anni), furono amici e leali l'uno all'altra fino alla fine. La coppia diventò famosa per le ripetute chiamate alla ribalta e per i lanci di bouquet di fiori sul palco da parte del pubblico a ogni rappresentazione.
Ashton fu coreografo del loro Marguerite and Armand e nessun'altra coppia danzò questo balletto fino al XXI secolo. Esordirono nel Romeo e Giulietta di Kenneth MacMillan anche se il coreografo l'aveva concepito per Lynn Seymour e Christopher Gable. Fonteyn e Nureev danzarono insieme per la versione filmata de Il lago dei cigni, così come Les Sylphides e il pas de deux dello schiavo da Il corsaro.
Fonteyn era famosa per la sua professionalità e la lealtà verso colleghi e amici. Il suo modo di danzare emergeva per il lirismo, la grazia, la passione e la musicalità, in sé qualcosa di magico che, in palco, la rendeva speciale.
Nel 1954 fu nominata “Dame” (DBE Ordine dell'Impero Britannico).

## Gli ultimi anni
Negli anni 1940 ebbe una lunga storia d'amore con il compositore inglese Constant Lambert.
Nel 1955 Fonteyn sposò Roberto Arias, un diplomatico panamense. Il matrimonio fu piuttosto burrascoso a causa delle infedeltà del marito e della sua attività politica contro il governo. Nel 1965, un rivale politico gli sparò, lasciandolo paralizzato. Per pagare le spese mediche del marito Margot fu costretta a danzare fino ai 60 anni, nonostante un'artrosi al piede. Quando si ritirò dalle scene, nel 1979, fu nominata dal Royal Ballet prima ballerina assoluta, un titolo che poche volte è stato attribuito a una ballerina. Andò a vivere a Panama per stare accanto al marito paralizzato. Ammalatasi di cancro, vi morì nel 1991.
Fu anche rettore dell'Università di Durham, dal 1981 al 1990.